# Batalla del Puerto de Cavite
La batalla del puerto de Cavite fue un combate naval ocurrido el 10 de junio de 1647 durante la guerra de los Ochenta Años en la bahía de Manila, Filipinas, en el que la flota española derrotó a la de las Provincias Unidas de los Países Bajos.
El puerto de Cavite, situado en la Bahía de Manila, era en el siglo XVII un fondeadero habitual de la flota española y una de las más valiosas posesiones españolas por su situación estratégica, que facilitaba el comercio entre Asia y el Virreinato de Nueva España (hoy México). El 10 de junio de 1647, siguiendo con las hostilidades de la Guerra de los Ochenta Años, doce barcos holandeses lo sitiaron. Los españoles defendieron el puerto con fuego de artillería, hundiendo el buque insignia holandés. Estos debieron retirarse, dejando el puerto bajo control español, pero no sin antes haber destruido Porta Vaga, una fortificación española para la defensa del puerto. Los holandeses seguirían merodeando por la bahía de Manila hasta el final de la guerra, en 1648.
- Datos: Q2890933